# 바빌로니아 종교
바빌로니아 종교는 바빌로니아인들의 종교 문화 및 종교 관습에 대한 총칭이다 바빌로니아 신화는 수메르 신화의 영향을 크게 받았고 수메르 설형 문자에서 파생된 설형 문자로 점토판에 기록되었다. 신화는 보통 수메르어나 아카드어로 쓰여졌다. 일부 바빌로니아 문헌에서 일부 신의 이름이 변경되었지만 이전 문헌의 수메르어에서 아카드어로 번역되었다.

## 교리

### 신화와 우주론
바빌로니아 신화는 수메르 종교의 영향을 많이 받아 수메르 설형 문자에서 파생된 설형 문자로 점토판에 기록되었다. 신화는 보통 수메르어나 아카드어로 쓰여졌다. 일부 바빌로니아 문헌에서 일부 신의 이름이 변경되었지만 이전 문헌의 수메르어에서 아카드어로 번역되었다.
많은 바빌로니아의 신들, 신화, 종교 저작물은 그 문화에만 국한되어 있다. 예를 들어, 고유한 바빌로니아 신인 마르두크는 신화적 만신전의 수장인 엔릴을 대체했다. 창조 신화 서사시인 에누마 엘리시는 원래 바빌로니아 작품이었다.

## 관습

### 축제

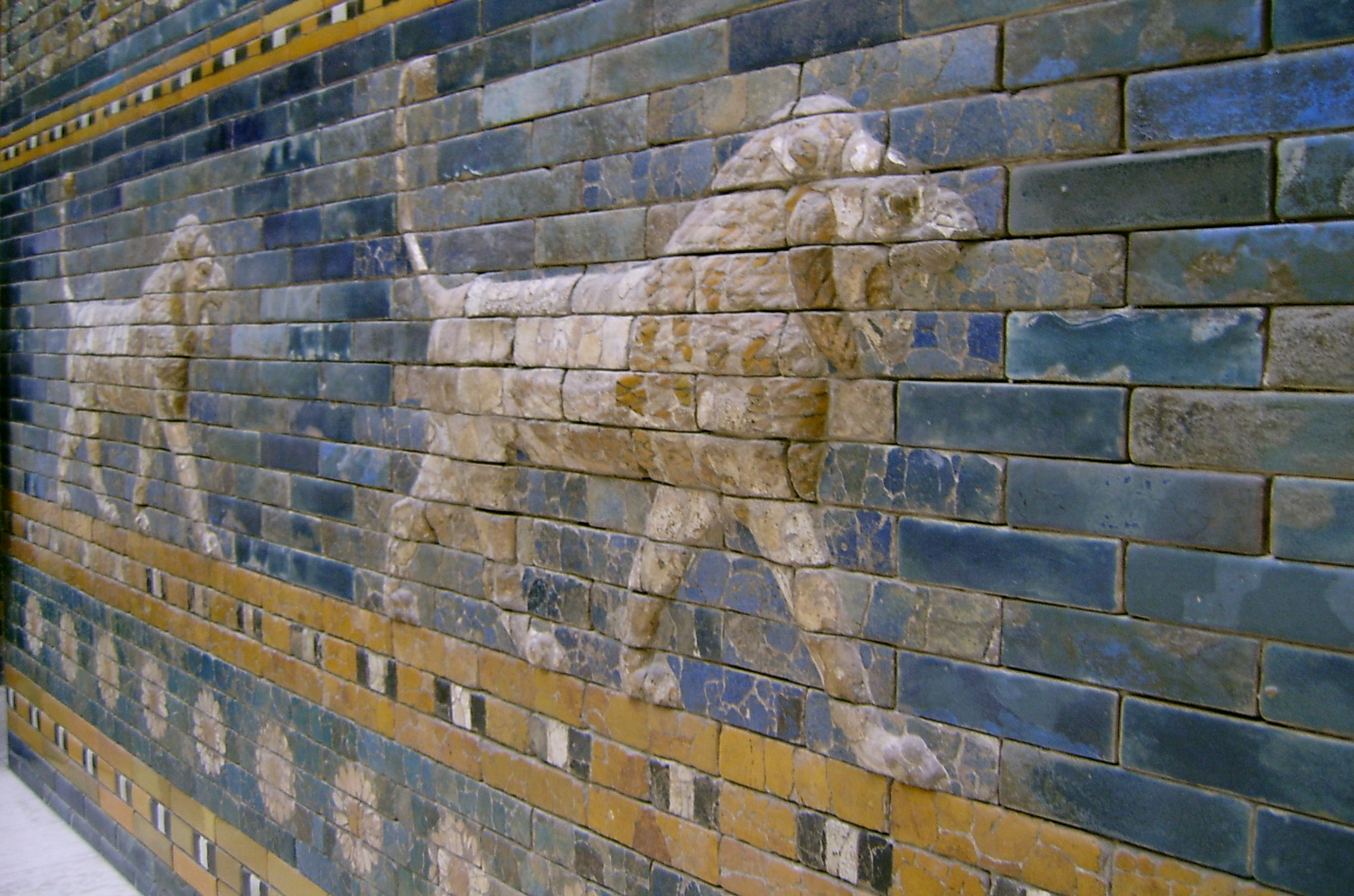
부조 이미지, 바빌로니아 이슈타르 문의 일부

신바빌로니아 시대의 서판 조각은 새해를 축하하는 일련의 축제일을 설명한다. 축제는 대략 그레고리력으로 4월/5월에 해당하는 바빌로니아의 첫 번째 달인 니산누의 첫째 날에 시작되었다. 이 축제는 에누마 엘리시에 설명된 마르두크 중심의 창조 신화를 바탕으로 지구의 재창조를 기념했다.

### 우상숭배
바빌로니아에서는 우상을 의식적으로 돌보고 숭배하는 것을 신성한 것으로 여겼다. 신들은 사원의 조각상과 그들이 구현한 자연의 힘 속에서 동시에 살았다.
우상을 약탈하거나 파괴하는 것은 신의 후원을 잃는 것으로 여겨졌다. 신바빌로니아 시대에 칼데아의 왕자 마르두크-아플라-이디나 2세는 바빌론의 신상을 가지고 메소포타미아의 남쪽 습지로 도망쳐 센나케립이 이끄는 아시리아군으로부터 그들을 구했다.

## 바빌로니아 신 목록
바빌로니아는 주로 바빌로니아 제국의 민족신인 마르두크 신에게 집중되었다. 그러나 숭배를 받는 다른 신들도 있었다. 다음은 일곱 신이다.
- 엔릴
- 엔키
- 이슈타르
- 나부
- 난나-수엔
- 닌후르사그
- 우투

## 같이 보기
- 메소포타미아 종교
- 아시리아 종교
- 고대 근동의 종교
- 수메르 종교
- 바벨탑
- 조로아스터교